# یواس‌سی‌جی‌سی دکستر (دبلیوای‌وی‌پی-۳۸۵)
یواس‌سی‌جی‌سی دکستر (دبلیوای‌وی‌پی-۳۸۵) (به انگلیسی: USCGC Dexter (WAVP-385)) یک کشتی بود. این کشتی در سال ۱۹۴۱ ساخته شد.